# Sericoptera penicillata
Sericoptera penicillata är en fjärilsart som beskrevs av W. Warren 1894. Sericoptera penicillata ingår i släktet Sericoptera och familjen mätare. Inga underarter finns listade i Catalogue of Life.